# Савченко Сергій Олегович
Савченко Сергій Олегович — український вчений, доктор економічних наук (2010).
Спеціальність: Економічні науки. 08.00.11 — Математичні методи, моделі та інформаційні технології в економіці.
Тема докторської дисертації: «Моделі інноваційного управління вищим навчальним закладом».
Професор маркетингу, Східноєвропейський університет економіки і менеджменту. Проректор з науково-дослідної роботи університету